# Stor-Dragåsen
Stor-Dragåsen är ett naturreservat i Hudiksvalls kommun i Gävleborgs län.
Området är naturskyddat sedan 2017 och är 99 hektar stort. Reservatet består av barrsogar och barrblandskogar med tallskogar på högre partier. 